# Arroux
Arroux je řeka ve Francii, která je pravostranným přítokem Loiry. Je dlouhá 128 km, její povodí má rozlohu 3 166 km² a průměrný průtok v ústí dosahuje 34,5 m³/s (při povodni v říjnu 1965 dosáhl historického maxima 530 m³/s). Maximální hloubka činí čtyři metry. Řeka je splavná od Gueugnonu.
Řeka pramení v departementu Côte-d'Or a teče jihozápadním směrem. Protéká městy Autun, Toulon-sur-Arroux a Gueugnon a nedaleko Digoinu se vlévá do Loiry. V povodí se nacházejí především pastviny využívané pro chov charolaiského skotu. V řece žije pstruh, štika, jelec tloušť, plotice obecná a okoun říční.
Arroux má 71 přítoků, z nichž nejvýznamnější jsou Drée, Ternin a Bourbince.
V Guegnonu byla na řece vybudována umělá nádrž, která dodává vodu továrně na nerezavějící ocel Aperam.